# Egon von Neindorff (général)
Pour les articles homonymes, voir Egon von Neindorff.
Egon von Neindorff (12 septembre 1892 à Coblence - 15 avril 1944 à Tarnopol) est un Generalleutnant allemand qui a servi au sein de la Heer dans la Wehrmacht pendant la Seconde Guerre mondiale.
Il est récipiendaire de la croix de chevalier de la croix de fer avec feuilles de chêne. La croix de chevalier de la croix de fer et son grade supérieur, les feuilles de chêne, sont attribués pour récompenser un acte d'une extrême bravoure sur le champ de bataille ou un commandement militaire accompli avec succès.

## Biographie

### Première Guerre mondiale et entre-deux-guerres
Egon von Neindorff rejoint le 22 mars 1911 le 12e bataillon de chasseurs à pied (de), avec lequel il sert en tant que commandant de compagnie pendant la Première Guerre mondiale.

À la fin de la guerre, il est transféré dans la Reichswehr dans le 11. (Sächs.) Infanterie-Regiment, et à partir du 15 octobre 1935  dans le Infanterie-Regiment 102, où il devient commandant de compagnie et de bataillon. Le 1er octobre 1936, Egon von Neindorff est promu Oberstleutnant et le 1er août 1936 Oberst.

### Seconde Guerre mondiale
Au début de la Seconde Guerre mondiale, Egon von Neindorff commande le Infanterie-Regiment 456 à Döbeln. le 10 janvier 1940, il prend le commandement du Infanterie-Regiment 433. Après la campagne de l'Ouest, Egon von Neindorff conduit son régiment, à partir de juin 1941 en Russie. Après avoir été blessé, Egon von Neindorff devient le 1er juillet 1942 commandant de la Festungs-Brigade 1 Kreta. (bridage de forteresse 1) en Crète. À partir de septembre 1942, il commande la 189. Reserve-Division et le 1er décembre 1942, il est promu Generalmajor. Le 1er mai 1943, Egon von Neindorff devient commandant de la 356. Infanterie-Division à Toulon. Le 5 octobre 1943, il obtient le commandement de la 216. Infanterie-Division à Orel. Le 20 octobre 1943, il commande la 137. Infanterie-Division à Gomel. À partir du 16 décembre 1943, il commande la 6. Infanterie-Division au sud de Gomel. À partir du 17 janvier 1944, Egon von Neindorff conduit la 36. Infanterie-Division à Bobruisk.

#### FestungTarnopol
Le 22 janvier 1944, il devient le commandant de la garnison allemande de Tarnopol (Ukraine occidentale), qui est encerclée et se défend de mars à avril 1944 contre le siège Soviétique. Adolf Hitler lui a déclaré que Tarnopol était un point fortifié stratégique, qui devait être défendu jusqu'au dernier homme. Pour sa participation à la défense de Tarnopol, Egon von Neindorff est décoré de la croix de chevalier de la croix de fer le 4 avril 1944. Il est tué le 15 avril 1944, jour de la chute de la ville en ruines qu'il défend toujours. Les 4 500 hommes de la garnison ne comptent que 55 survivants. À titre posthume, le 17 avril 1944, il reçoit les feuilles de chêne de sa croix de chevalier.

## Décorations
- Croix d'honneur pour combattants 1914-1918
- Croix du Mérite de guerre 1re classe avec glaives (avril 1942)
- Insigne des blessés (1939)
  - en argent (février 1944)
- Croix de chevalier de la croix de fer avec feuilles de chêne
  - Croix de chevalier le 4 avril 1944
  - Feuilles de chêne le 17 avril 1944